# 爆発物処理班
爆発物処理班（ばくはつぶつしょりはん、英語: Explosive Ordnance Division, EOD）は、爆発物処理を行う部隊のこと。日本の警察では爆発物対応専門部隊または爆発物対策部隊として設置され警備部機動隊等に所属する。
以下、各節では日本の警察における爆発物処理班について記す。

## 概要
主に爆弾を用いた犯罪に投入されている。不審物の確認、爆弾の撤去、搬送が主任務であり、ドラマに出て来るような時限爆弾解体（爆発物本体と起爆回路の切り離し）等は行わない。撤去作業はX線透視装置や爆発物収納筒などを利用しつつ、柔軟に対処できるため対爆スーツを着た隊員が直接マジックハンドを操作して行われることが多いが、状況に応じて爆発物処理用具（重機）や遠隔操作式爆発物処理用具（ロボット）も使用される。
なお、爆発物対応専門部隊等が作業を行うのは、テロリズムなど爆弾を使用した犯罪への対処であり、不発弾処理については自衛隊の部隊が行う。
爆発物対応専門部隊は、北海道警察、宮城県警察、警視庁、埼玉県警察、千葉県警察、神奈川県警察、愛知県警察、京都府警察、大阪府警察、兵庫県警察、広島県警察、福岡県警察、沖縄県警察の警備部機動隊に設置されている。爆発物対策部隊はその他の県警察の警備部機動隊、千葉県警察成田国際空港警備隊、警視庁東京国際空港テロ対処部隊に設置されている。全国で総勢約1,000人の体制。警察庁ではテロ対策部隊の一つに位置付けている。
警視庁警備部機動隊の場合、特科車両隊を含めて10隊の機動隊のうち5隊に設置されており当番制で対処している。隊員は爆発物処理のみを仕事とするわけではなく、一般の機動隊員として通常は制服で重要施設の警備やデモ警備、祭りの交通整理などに従事し、月に2回程度、爆発物処理の当番が回ってきたときにその任に当たる（これは、レスキュー隊員や水難救助隊員も同様である）。担当区域の指定は無く、出動命令が下れば、当番の処理班が都内全域に出動する。各隊で爆発物対応専門部隊を編制できるように、隊員を指定して訓練を行い、爆発物処理車両や防爆防護服等を装備させている。

## 爆発物対応専門部隊等の編制
- 班長 - 警部または警部補
- 副班長 - 警部補または巡査部長
- 実際に爆発物解体・処理作業を行う処理班員 - 巡査から警部補
- 後方支援及び捜索の担当処理班員 - 巡査から警部補

## 処理方法
殆どの場合、爆発物を発見したという連絡があって現場に向かい、爆発物を冷却・冷凍させ現場から特科車輌を用いて運び出す。その後、人家や人気の無い場所で安全に爆発させ処理する。
しかし、全てこの方法で処理できるわけではなく、実際に爆発物そのものを解体処理しなければならないこともある。その際は極めて危険な仕事となるので殉職者が出る可能性もある。解体作業は爆発有効範囲から処理班以外の全ての者を撤去させ、厳重に警戒しながら行う。時限爆弾やブービートラップ式爆弾、プラスチック爆薬など高度な技術が投入されている爆弾の解体にあたっては専門家の支援を仰ぐこともある。

## 爆発物処理を扱ったフィクション

### 映画
- スピード
- ハート・ロッカー
- 名探偵コナン 時計じかけの摩天楼
- 名探偵コナン 純黒の悪夢
- 名探偵コナン ハロウィンの花嫁
- ジャガーノート (映画)
- 交渉人 真下正義
- ラストマイル

### ドラマ
- 踊る大捜査線 第二話にて

### アニメ
- 名探偵コナン 揺れる警視庁 1200万人の人質

### ゲーム
- 鈴木爆発